# Antoni Golejewski
Antoni Golejewski (15. února 1819 Dołputów – 28. října 1893 Harasymów) byl rakouský politik z Haliče, v 2. polovině 19. století poslanec Říšské rady.

## Biografie
Byl šlechtického původu. Pocházel z Dołputówa ve východní Haliči. Patřilo mu panství Harasymów, Dołputów, Studzianka a Slobodka.
Byl aktivní i politicky. Byl zvolen na Haličský zemský sněm za kurii velkostatkářskou. Zemský sněm ho 2. března 1867 zvolil i do Říšské rady (tehdy ještě volené nepřímo) za kurii velkostatkářskou v Haliči. Rezignoval na jaře 1870 v rámci hromadné rezignace polských poslanců na protest proti ústavnímu směřování státu. Do Říšské rady se vrátil v přímých doplňovacích volbách roku 1875, opět za velkostatkářskou kurii v Haliči. Slib složil 7. prosince 1875, rezignace byla oznámena na schůzi 22. října 1878.